# Tore Wigardt
Tore Harald Ingemar Wigardt, född den 24 maj 1910 i Malmö, död den 25 juni 1987 i Nyköping, var en svensk ämbetsman. Han var far till Mattias Wigardt.
Wigardt avlade studentexamen 1928, juris kandidatexamen vid Lunds universitet 1935 och filosofie kandidatexamen 1938. Han genomförde tingstjänstgöring i Ångermanlands norra domsaga 1939–1941. Wigardt blev länsbokhållare vid länsstyrelsen i Älvsborgs län 1942, taxeringsinspektör där 1946, länsassessor 1953, biträdande taxeringsintendent vid länsstyrelsen i Värmlands län 1959, taxeringsintendent vid länsstyrelsen i Södermanlands län 1961 och förste taxeringsintendent där 1965. Han var länsråd 1971–1975. Wigardt blev riddare av Nordstjärneorden 1964. Han vilar i sin hustrus familjegrav på Södertälje kyrkogård.